# امنتنس (دهانه)
امنتنس یک دهانه برخوردی در ماه است.